# Кіблицька сільська рада
| Кіблицька сільська рада — колишній орган місцевого самоврядування у Гайсинському районі Вінницької області з адміністративним центром у с. Кіблич. Сільській раді були підпорядковані населені пункти: - с. Кіблич - с. Мелешків - с. Огіївка |

## Склад ради
Рада складалася з 16 депутатів та голови.

## Керівний склад сільської ради
| ПІБ                           | Основні відомості                                            | Дата обрання | Дата звільнення |
| ----------------------------- | ------------------------------------------------------------ | ------------ | --------------- |
| Цвігун Василь Сергійович      | Сільський голова, 1957 року народження, освіта, безпартійний | 26.03.2006   | 31.10.2010      |
| Пересунько Ігор Володимирович | Сільський голова, 1971 року народження, освіта вища          | 31.10.2010   |                 |

Примітка: таблиця складена за даними джерела

## Історія
На 1 жовтня 1959 площа 4656 га, населення 3466 чоловік, 3 сільських населених пункта.